# Timothy Colman

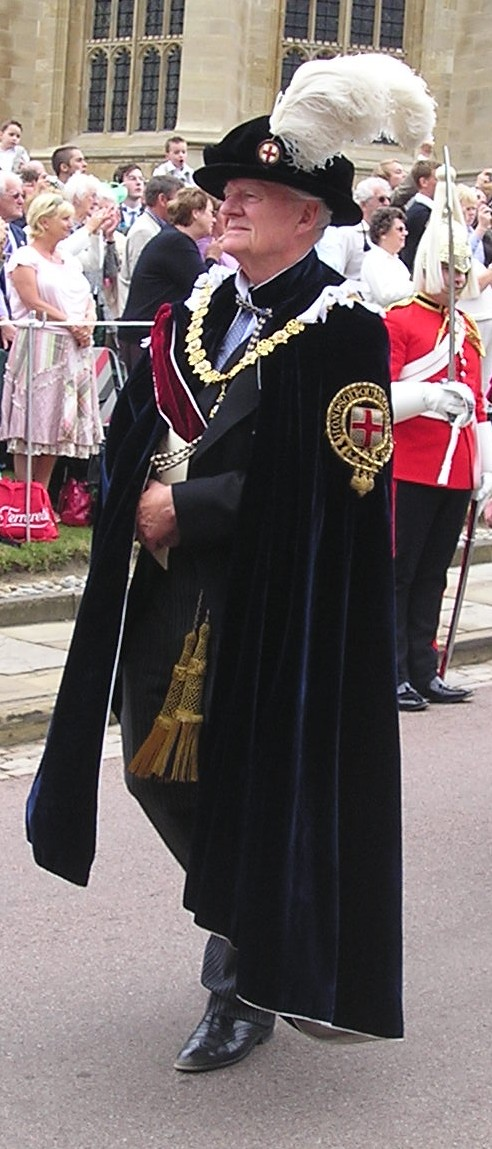
Sir Timothy Colman (2006)

Wappen von Sir Timothy Colman

Sir Timothy James Alan Colman KG (* 19. September 1929; † 9. September 2021 in Bixley, Norfolk) war ein britischer Geschäftsmann und Lord Lieutenant von Norfolk.
Er entstammte der Familie Colman, die als englischer Senf- und Saucenhersteller bekannt wurde. Er studierte am Royal Naval College in Dartmouth, diente bis 1953 als Lieutenant in der Royal Navy.
1951 heiratete er Lady Mary Cecilia Bowes-Lyon (1932–2021), Schwester des späteren 17. Earl of Strathmore and Kinghorne und Nichte von Queen Mum. Aus der Verbindung gingen fünf Kinder hervor.
Nach 1953 machte er als Geschäftsmann Karriere. Von 1969 bis 1996 war er Vorsitzender der Eastern Counties Newspaper Group. Von 1978 bis 2004 hatte er zudem das Amt des Lord Lieutenant von Norfolk inne. Zeitweise war er auch Justice of the Peace. Am 23. April 1996 wurde er als Knight Companion des Hosenbandordens geadelt.
Er starb 2021 im Alter von 91 Jahren auf seinem Anwesen Bixley Manor bei Norwich.